# Rode lepelaar
De rode lepelaar (Platalea ajaja) is een vogel uit de familie van de ibissen en lepelaars (Threskiornithidae). De wetenschappelijke naam van de soort werd in 1758 gepubliceerd door Carl Linnaeus in de tiende editie van Systema naturae.

## Leefwijze
Op zoek naar voedsel, zwaait hij met zijn snavel door ondiep water om zo kleine vissen en ongewervelde waterdiertjes te vangen. Soms eet de rode lepelaar ook planten.

## Verspreiding
Deze soort komt voor in moerassen en mangrovebossen van het Caribisch Gebied en noordelijk Zuid-Amerika, met name van de zuidelijke Verenigde Staten tot noordelijk Argentinië.

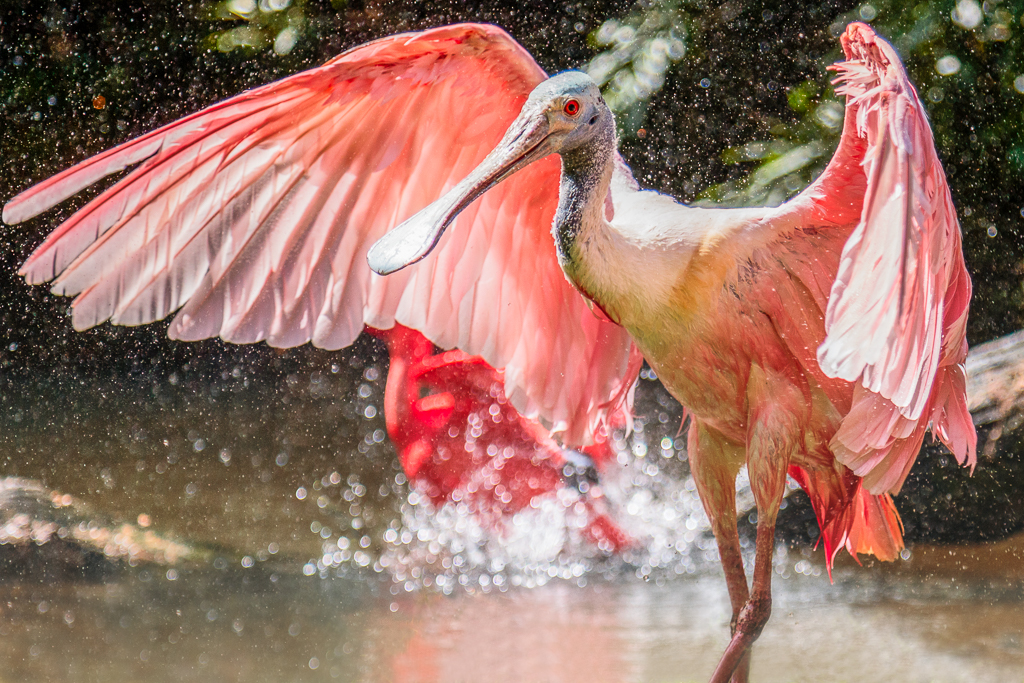